# Người Tày

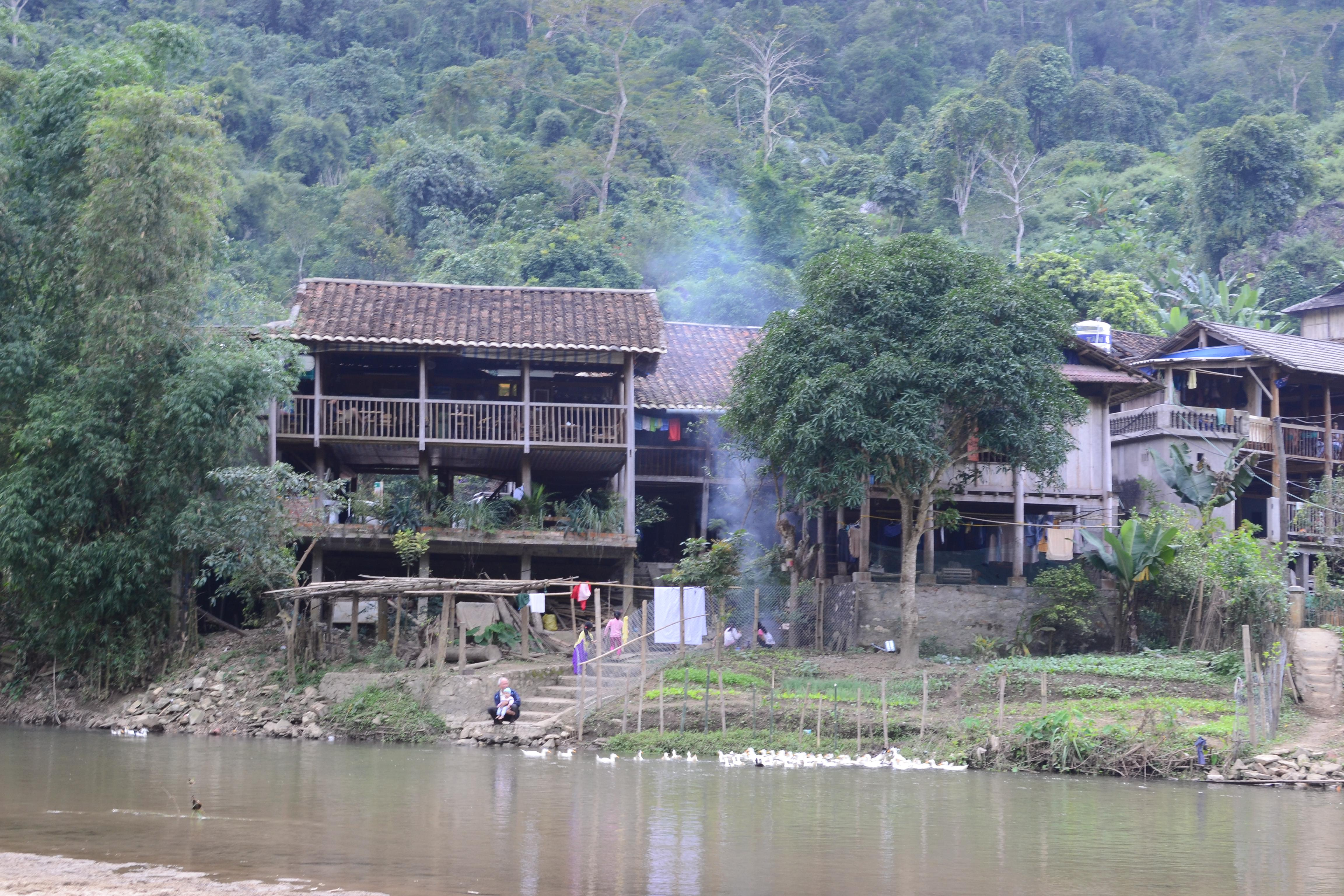
Nhà người Tày ngày nay ở Pắc Ngòi - Nam Mẫu - Ba Bể - Bắc Kạn

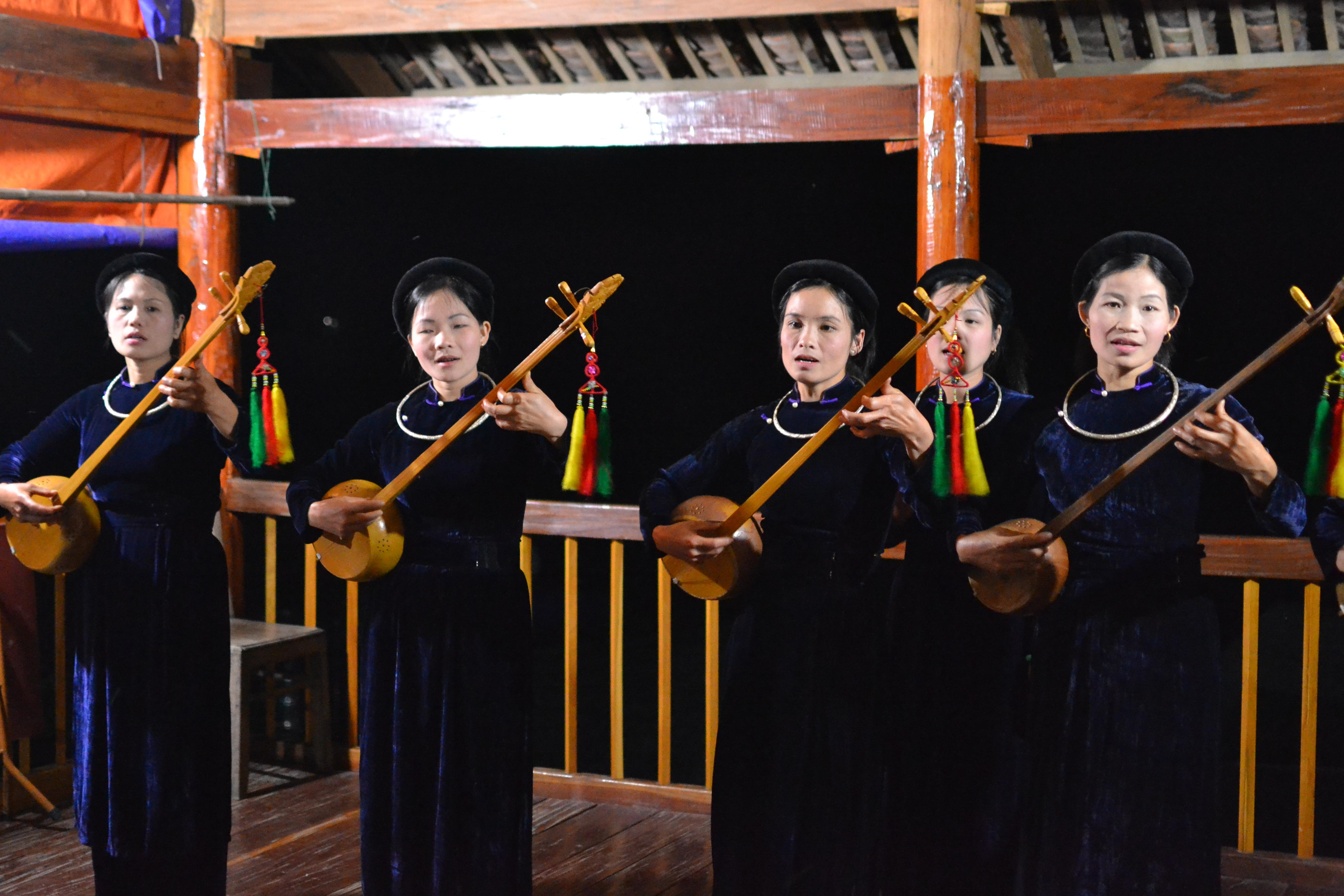
Hát then

Người Tày, với các nhóm địa phương là Pa dí, Thổ, Ngạn, Phén, Thu Lao, là một trong số 54 dân tộc tại Việt Nam, là dân tộc lớn thứ hai sau người Kinh. Người Tày nói tiếng Tày, một ngôn ngữ thuộc ngữ chi Thái của hệ ngôn ngữ Kra-Dai. Người Tày sinh sống chủ yếu ở vùng miền núi thấp phía bắc Việt Nam. Người Tày trước đây hay được gọi là người Thổ (tuy nhiên tên gọi này hiện nay được dùng để chỉ người Mường Nghệ An, xem bài người Thổ). Người Tày có dân số đông thứ 2 ở Việt Nam. Người Tày, Nùng có nguồn gốc và mối quan hệ gần gũi với người Tráng tại Quảng Tây, Trung Quốc.

## Dân số và địa bàn cư trú
Người Tày chủ yếu cư trú tại các tỉnh trung du và miền núi phía bắc (1.400.519 người năm 1999). Bên cạnh đó, trong thời gian gần đây, người Tày còn di cư tới một số tỉnh Tây Nguyên như Đắk Lắk và Lâm Đồng.
Theo điều tra dân số năm 2019, người Tày ở Việt Nam có dân số 1.845.492 người, là dân tộc có dân số đứng thứ 2 tại Việt Nam, có mặt trên tất cả 63 tỉnh, thành phố. Người Tày cư trú tập trung tại các tỉnh: 
- Lạng Sơn (282.014 người, chiếm 35,4% dân số toàn tỉnh và 15,3% tổng số người Tày tại Việt Nam),
- Cao Bằng (216.577 người, chiếm 41,0% dân số toàn tỉnh và 11,7% tổng số người Tày tại Việt Nam),
- Tuyên Quang (205.624 người, chiếm 25,6% dân số toàn tỉnh và 11,1% tổng số người Tày tại Việt Nam),
- Hà Giang (192.702 người, chiếm 23,3% dân số toàn tỉnh và 10,4% tổng số người Tày tại Việt Nam),
- Bắc Kạn (165.055 người, chiếm 52,9% dân số toàn tỉnh và 8,9% tổng số người Tày tại Việt Nam),
- Yên Bái (150.088 người, chiếm 18,3% dân số toàn tỉnh và 8,1% tổng số người Tày tại Việt Nam),
- Thái Nguyên (150.404 người, chiếm 11,0% dân số toàn tỉnh và 8,1% tổng số người Tày tại Việt Nam),
- Lào Cai (108.326 người),
- Bắc Giang (59.008 người),
- Đắk Lắk (53.124 người)[2],
- Quảng Ninh (40.704 người),
- Hoà Bình (25.753 người),
- Bình Phước (24.862 người),
- Đắk Nông (24.751 người)
- Lâm Đồng (20.248 người),
- Đồng Nai (16.259 người),
- Gia Lai (11.412 người)...

## Các nhóm địa phương được xếp vào dân tộc Tày
- Người Ngạn là một nhóm cư dân ở tỉnh Cao Bằng và Hà Giang được xếp vào nhóm dân tộc Tày nhưng về mặt ngôn ngữ thì gần với tiếng Giáy.
- Người Pa Dí sinh sống chủ yếu ở Mường Khương tỉnh Lào Cai với dân số khoảng 2,000 người. Họ được xếp vào dân tộc Tày, tuy nhiên tiếng Pa Dí thuộc nhóm Thái Tây Nam của người Thái.
- Người Thu Lao sống ở Mường Khương và Si Ma Cai của Lào Cai, họ nói tiếng Thu Lao gần với tiếng Tráng.
- Người Phén là một nhánh người Tày sinh sống tại Bình Liêu, Quảng Ninh. Họ di cư từ huyện Phòng Thành, Quảng Đông (nay thuộc Khu tự trị dân tộc Choang Quảng Tây, Trung Quốc) sang Quảng Ninh và tự nhận là Phén nhằn (偏人 Phiên nhân, tức người bên kia biên giới, phân biệt với Thổ nhân tức người Tày bản địa.[3]
- Thổ hoá để chỉ các dân tộc Nùng, Dao, Kinh bị Tày hoá. Một bộ phận người Việt Nam gồm thầy đồ và quan lại di cư lên khu vực biên giới Việt-Trung sinh sống, sau vài thế hệ họ bị Thổ hoá và ngày nay được chính phủ Việt Nam phân loại là người Tày. Những người này thường sống ở tỉnh lị, huyện lị hoặc các ngôi làng/bản ven những trung tâm dân cư này. Họ thường sở hữu nhiều đất đai và tương đối giàu có hơn các cư dân Tai bản địa xung quanh.[4]

## Tổ chức cộng đồng
Bản của người Tày thường ở chân núi hay ven suối. Tên bản thường gọi theo tên đồi núi, đồng ruộng, khúc sông. Mỗi bản có từ 15 đến 20 nhà. Bản lớn chia ra nhiều xóm nhỏ.

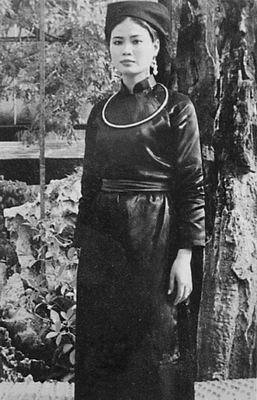
Trang phục dân tộc Tày

## Trang phục
Người Tày mặc các bộ trang phục có màu. Trang phục cổ truyền của người Tày được làm từ vải sợi bông tự dệt, được nhuộm chàm đồng nhất trên trang phục nam và nữ, hầu như không có hoa văn trang trí. Phụ kiện trang trí là các đồ trang sức làm từ bạc và đồng như khuyên tai, kiềng, lắc tay, xà tích,.... Ngoài ra còn có thắt lưng, giày vải có quai, khăn vấn và khăn mỏ quạ màu chàm đồng nhất.
Trang phục dân tộc Tày có thể được coi là một trong những bộ trang phục đơn giản nhất của 54 dân tộc anh em. Bộ trang phục tuy đơn giản nhưng có ý nghĩa với họ.

## Âm nhạc
Hát then, hát lượn, hát sli được dùng vào các mục đích sinh hoạt khác nhau, các thể loại dân ca nổi tiếng của người Tày. Bộ nhạc cụ chính như Đàn tính, Lúc lắc. Đàn tính là loại nhạc cụ có mặt trong tất cả những sinh hoạt văn hóa tinh thần của người Tày, như linh hồn trong nghệ thuật dân ca dân vũ Tày. Bao đời nay đàn tính có vai trò như một phương tiện giao tiếp mang đậm bản sắc. Nhiều loại hình âm nhạc truyền thống của người Tày  đã được ghi danh là di sản văn hóa phi vật thể của Việt Nam:
- Hát Quan làng của người Tày tại tỉnh Tuyên Quang và huyện Quang Bình, tỉnh Hà Giang[5][6].
- Hát ru của người Tày tại xã Giáo Hiệu, huyện Pác Nặm, tỉnh Bắc Kạn[7].

## Nhà ở

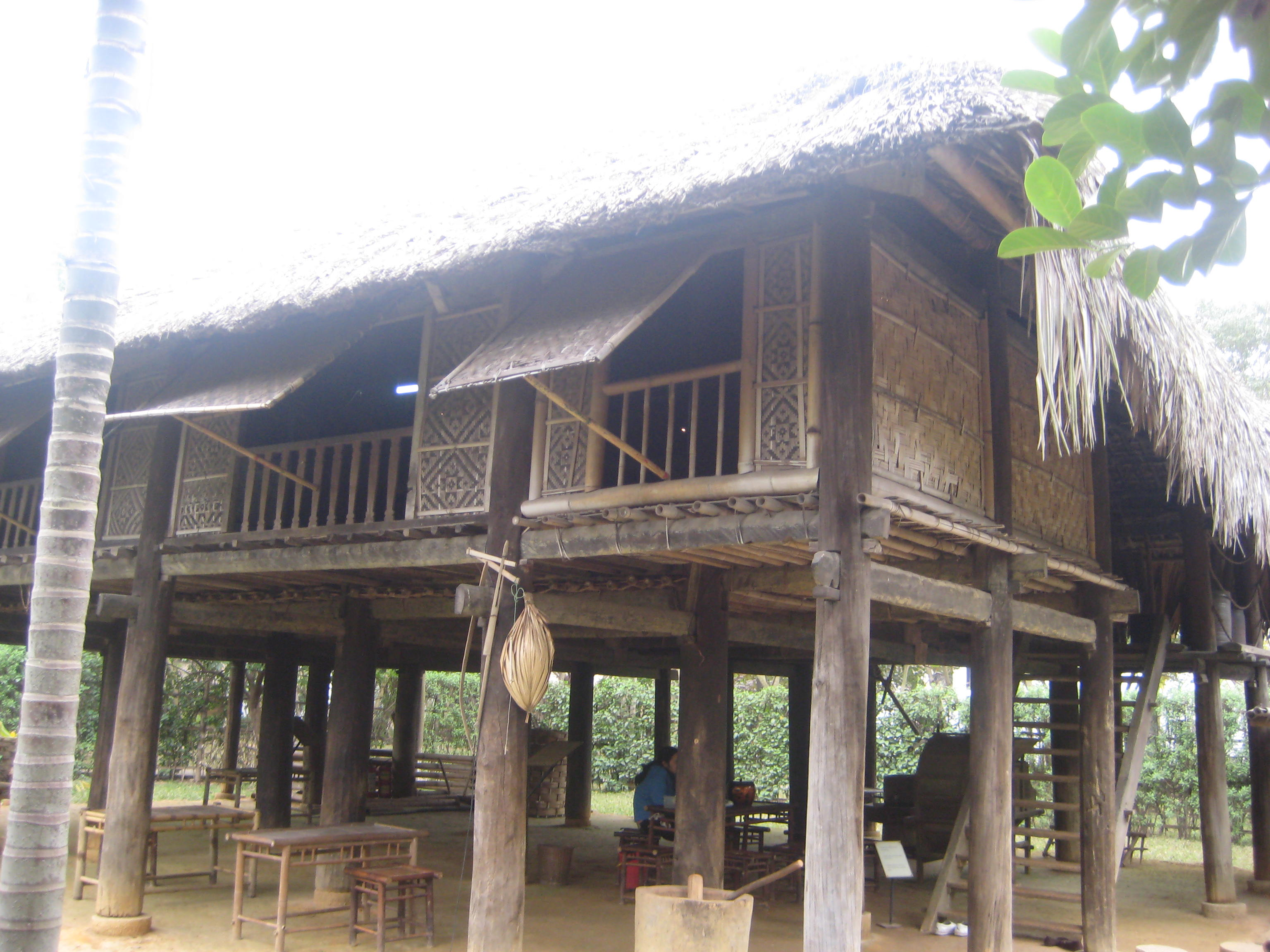
Nhà người Tày (Định Hoá, Thái Nguyên) - Phục dựng tại Bảo tàng Dân tộc học Việt Nam.

Những nhà truyền thống thường là nhà sàn, nhà đất mái lợp cỏ gianh và một số vùng giáp biên giới có loại nhà phòng thủ. Trong nhà phân biệt phòng nam ở ngoài, nữ ở trong buồng. Phổ biến là loại nhà đất 3 gian, 2 mái (không có chái), tường trình đất hoặc thưng phên nứa, gỗ xung quanh, mái lợp cỏ tranh, người Tày sống định cư, quây quần thành từng bản khoảng 15 đến 20 hộ.

## Tín ngưỡng và tôn giáo
Người Tày chủ yếu theo tín ngưỡng thờ cúng tổ tiên, trong ngôi nhà của họ bàn thờ luôn được đặt ở nơi trang trọng nhất của ngôi nhà. Đồng bào quan niệm: “Vạn vật hữu linh” nên họ coi mọi thứ đều có linh hồn, người chết đi về thế giới bên kia và vẫn theo dõi mọi hoạt động của người trần. Trong gia đình có bất cứ công việc gì xảy ra thì gia chủ đều phải khấn báo với gia tiên. Khách và phụ nữ có thai, mới sinh không được phép ngồi hay nằm trên ghế, giường trước bàn thờ. Trong tôn giáo của người Tày, ngày tảo mộ (3/3 âm lịch) là ngày lễ quan trọng nhất của người Tày (Có một số nơi người Tày đi tảo mộ trước Tết Nguyên Đán (1/1 âm lịch) khoảng 2-5 ngày, và coi Tết Nguyên Đán như là ngày lễ quan trọng nhất của trong năm). Tuy nhiên ngoài tín ngưỡng thờ cúng tổ tiên người Tày còn chịu ảnh hưởng của tôn giáo như Phật, Đạo, Nho mặc dù họ không theo một tôn giáo nào.

## Ngôn ngữ và chữ viết
Tiếng Tày là một ngôn ngữ thuộc ngữ chi Thái trong hệ ngôn ngữ Tai-Kadai. Tiếng Tày có quan hệ gần gũi với tiếng Nùng, tiếng Tráng ở mức trao đổi trực tiếp được, và giao tiếp được với người nói tiếng Lào, tiếng Thái.
Trước đây tiếng Tày sử dụng chữ viết là chữ Nôm-Tày, dạng chữ này hiện chỉ một số ít người sử dụng được. Chữ Nôm Tày tại tỉnh Bắc Kạn đã được ghi danh là di sản văn hóa phi vật thể của Việt Nam.

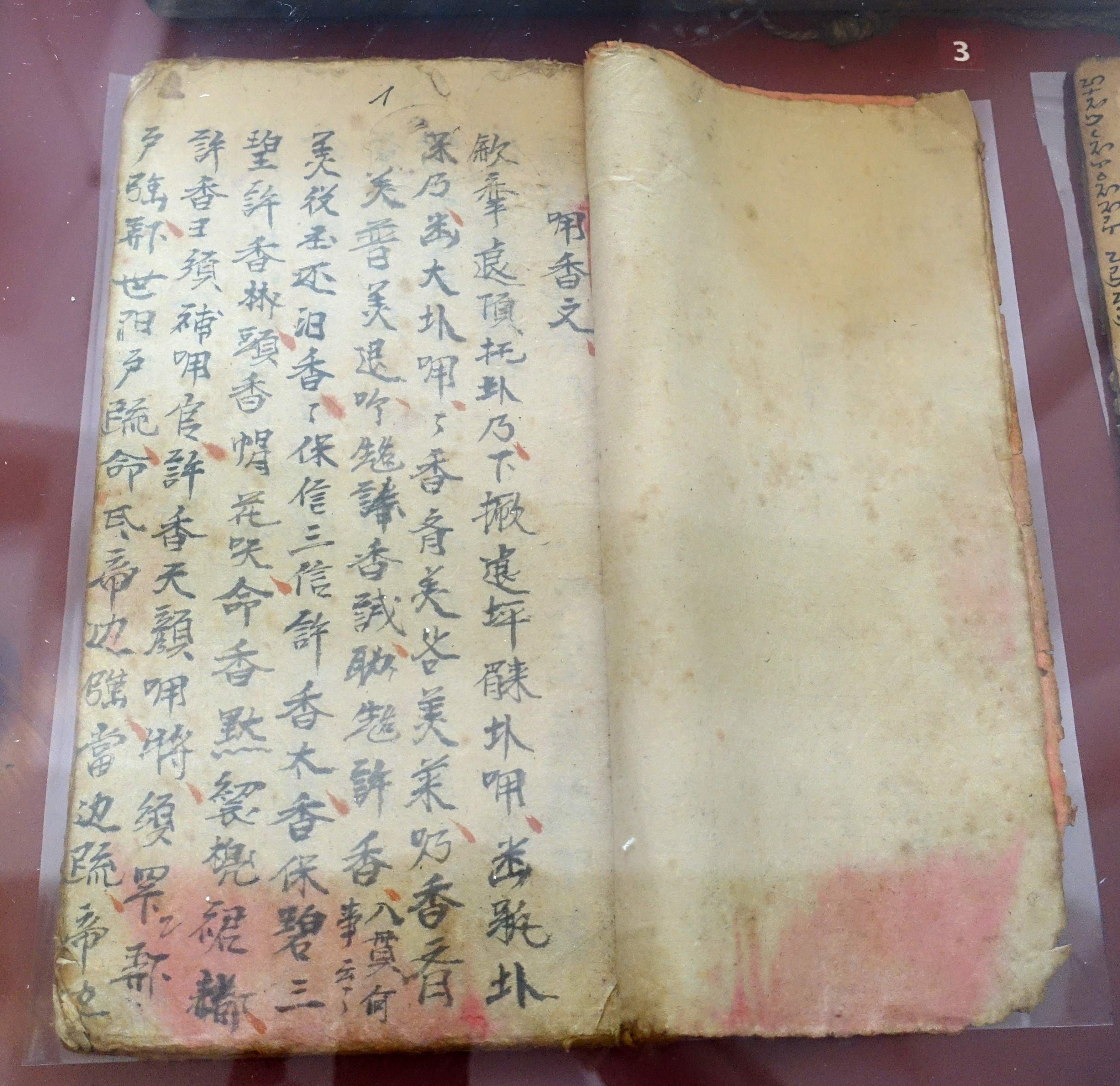
Bản thảo chữ Nôm Tày, trưng bày tại Bảo tàng Dân tộc học Việt Nam

Ngày nay tại Việt Nam chữ quốc ngữ (chữ Latinh) được sử dụng viết tiếng Tày, và vấn đề phát âm của tiếng Tày theo chữ quốc ngữ không có sai là bao nhiêu. 

## Ẩm thực
Cuộc sống của người Tày thường gắn bó với thiên nhiên, do đó, nguồn lương thực, thực phẩm chính của người Tày là phong phú và đa dạng, những sản phẩm thu được từ hoạt động sản xuất ở vùng có rừng, sông, suối, đồi núi bao quanh. Một số món ăn nổi tiếng là: thịt trâu xào măng chua, thịt lợn chua, cá ruộng ướp chua; canh cá lá chua và tất cả các loại quả chua như khế, sấu, trám, tai chua...; xôi trứng kiến, xôi ngũ sắc, măng chua, nhộng ong đất, khâu nhục, lạp xưởng, thịt lợn hong khô, trám đen, cơm lam, lợn vịt quay, coóng phù (trôi tàu).

## Lễ hội
Người Tày có các lễ hội như Lễ cưới (người Tày)
Lễ hội Lồng tồng, Lễ hội Nàng Hai, Lễ hội rước Đất, rước Nước,... Trong gia đình có các Lễ cầu an, Lễ cưới, Lễ mừng thọ,...

## Người Tày có danh tiếng
| Tên sinh thời     | Năm sinh - năm mất | Hoạt động nổi bật |
| ----------------- | ------------------ | --- |
| Thân Cảnh Phúc    | 1030 - 1077        | Tướng thời Nhà Lý với biệt danh "phò mã áo chàm", người có công lớn trong kháng chiến chống quân Tống. |
| Dương Tự Minh     | ? - ?              | Tướng thời Nhà Lý, người có công lớn trong kháng chiến chống quân Tống và có công lớn trong việc trấn giữ, củng cố biên ải phía Bắc, được 2 lần nhà Lý gả công chúa. |
| Vi Văn Định       | 1880 - 1975        | Nhân sĩ, giữ chức Tổng đốc Thái Bình, rồi đến Hà Đông thời Nguyễn. Về sau ông tham gia Cách mạng, dự hội nghị thống nhất Mặt trận Việt Minh và Liên Việt (1951), Mặt trận Tổ quốc Việt Nam (1955), quê xã Khuất Xá, huyện Lộc Bình, Lạng Sơn.                                                           |
| Hoàng Yến Chao    | 1883 - 1959        | Thổ ty tại huyện Bắc Hà, tỉnh Lào Cai thời Pháp cai trị. Do cộng đồng dân cư vùng này phần lớn là người H'mong nên ông còn được gọi là Vua Mèo. |
| Hoàng A Tưởng     | ? - ?              | Thổ ty tại huyện Bắc Hà, tỉnh Lào Cai, con của Hoàng Yến Chao, nổi tiếng với công trình "dinh Vua Mèo Hoàng A Tưởng". |
| Hoàng Văn Thụ     | 1909 - 1944        | Nhà lãnh đạo cao cấp của Đảng Cộng sản Đông Dương, quê nay là xã Hoàng Văn Thụ, huyện Văn Lãng, Lạng Sơn. |
| Lê Quảng Ba       | 1914 - 1988        | Tên thật là Đàm Văn Mông, Thiếu tướng QĐNDVN, quê ở xã Sóc Hà, huyện Hà Quảng, tỉnh Cao Bằng. |
| Bằng Giang        | 1915 - 1990        | Trung tướng QĐNDVN, quê ở xã Đức Long, huyện Hòa An, tỉnh Cao Bằng. |
| Đàm Quang Trung   | 1921 - 1995        | Tên thật là Đàm Ngọc Lưu, Thượng tướng QĐNDVN, quê ở bản Nà Nghiềng, xã Sóc Hà, huyện Hà Quảng, tỉnh Cao Bằng. |
| Nam Long          | 1921 - 1999        | Tên thật là Đoàn Văn Ưu, Trung tướng QĐNDVN, quê ở xã Đề Thám, huyện Hòa An, Cao Bằng. |
| Hoàng Trường Minh | 1922 - 1989        | Nguyên Bí thư tỉnh ủy Lào Cai, Bí thư tỉnh ủy Lạng Sơn, Trưởng ban Dân tộc Trung ương, Phó Chủ tịch Quốc hội. |
| Tô Đình Cắm       | 1922 - 2017        | Bí danh Tô Tiến Lực, một trong 34 đội viên Đội Việt Nam Tuyên truyền Giải phóng Quân ra mắt tại khu rừng Trần Hưng Đạo ngày 22 tháng 12 năm 1944. Quê bản Um, xã Tam Kim, huyện Nguyên Bình, tỉnh Cao Bằng. Từ năm 1992, gia đình ông chuyển vào Thôn 8B, thị trấn Đạ Tẻh, huyện Đạ Tẻh, tỉnh Lâm Đồng. |
| Vũ Lập            | 1924 - 1987        | Tên thật là Nông Văn Phách, Thượng tướng QĐNDVN, quê ở xã Vĩnh Quang, huyện Hòa An, tỉnh Cao Bằng. |
| Đàm Thị Loan      | 1926 - 2010        | Trung tá QĐNDVN, một trong ba chiến sĩ nữ của đội Việt Nam Tuyên truyền Giải phóng quân, một trong hai người tham gia thượng cờ tại Lễ Độc lập ngày 2/9/1945 tại Quảng trường Ba Đình, Hà Nội, vợ của Đại tướng Hoàng Văn Thái.                                                                         |
| Bế Văn Đàn        | 1931 - 1953        | Liệt sĩ, Anh hùng LLVTNDVN thời kháng chiến chống Pháp, hy sinh trong chiến dịch Điện Biên Phủ với gương "lấy thân làm giá súng", quê ở xã Triệu Ẩu, huyện Phục Hoà, Cao Bằng. |
| La Văn Cầu        | 1932               | Đại tá QĐNDVN, Anh hùng LLVTND thời kháng chiến chống Pháp. |
| Nông Đức Mạnh     | 1940               | Tổng bí thư Đảng Cộng sản Việt Nam nhiệm kỳ 2001 - 2011. |
| Y Phương          | 1948 - 2022        | Tên thật Hứa Vĩnh Sước, nhà thơ, quê xã Lăng Hiếu, huyện Trùng Khánh, tỉnh Cao Bằng. |
| Vi Văn Mạn        | 1949               | Ủy viên Ban chấp hành Trung ương Đảng khóa X, Trung tướng, chính ủy Quân khu I (2004 - 2011). |
| Hoàng Văn Quyết   | 1952 - 1992        | Là một Anh hùng lực lượng vũ trang nhân dân Việt Nam, là dũng sĩ diệt máy bay trong thời kỳ kháng chiến chống Mỹ với thành tích tiêu diệt 16 chiếc (12 chiếc rơi tại chỗ). |
| Nguyễn Thị Nương  | 1955               | Ủy viên Trung ương Đảng khóa X, XI; Bí thư tỉnh ủy Cao Bằng, Phó Ban Tổ chức Trung ương (kiêm nhiệm), Trưởng Ban Công tác đại biểu - Ủy ban Thường Vụ Quốc hội khóa XIII. |
| Bế Xuân Trường    | 1957               | Thượng tướng, Thứ trưởng Bộ quốc phòng, nguyên Tư lệnh Quân khu 1. |
| Hà Ngọc Chiến     | 1957               | Ủy viên Trung ương Đảng khóa XI, XII; Bí thư tỉnh ủy tỉnh Cao Bằng; Chủ tịch Hội đồng Dân tộc của Quốc hội khóa XIV. |
| Dương Thuấn       | 1959               | Nhà thơ, nhà báo, quê bản Hon (xã Bành Trạch, huyện Ba Bể, Bắc Kạn). Hiện nay ông là Chi hội trưởng Hội VHNT các dân tộc Hà Nội - thuộc Hội VHNT dân tộc thiểu số, đã xuất bản 14 tập thơ, chủ biên gần 30 cuốn sách về sáng tác văn học nghệ thuật và giáo dục.                                        |
| Lục Đại Lượng     |                    | Đạo diễn, Giải thưởng cánh diều vàng Hội Điện ảnh VN 2006. |
| Phùng Thanh Độ    | 1989               | Streamer nổi tiếng, sở hữu kênh Youtube với hơn 5 triệu người theo dõi.Lọt top 10 Gaming Streamer trên thế giới |
| Nông Thúy Hằng    | 1999               | Hoa hậu Các dân tộc Việt Nam 2022 Á hậu 2 Hoa hậu Hữu nghị Quốc tế 2023 |
| Hà Lệ Diễm        | 1991               | Đạo diễn đạt giải tại liên hoan phim tài liệu quốc tế Amsterdam |
| Bùi Xuân Trường   | 1996               | Rapper nổi tiếng, quán quân Rap Việt mùa 3 |
| Hoàng Đức Duy     | 2003               | Rapper nổi tiếng, thí sinh Rap Việt và Anh trai "say hi" |

## Hình ảnh

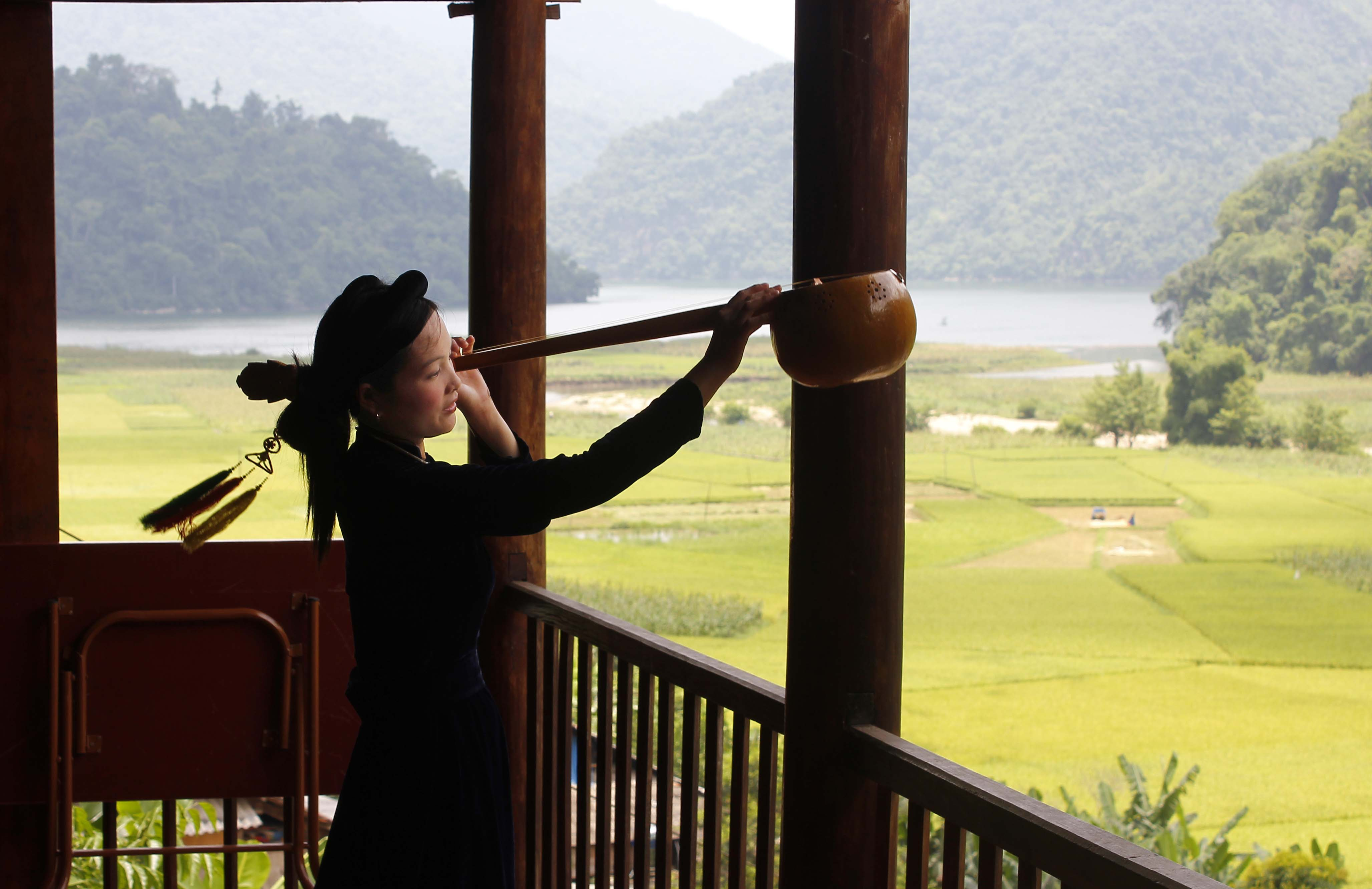
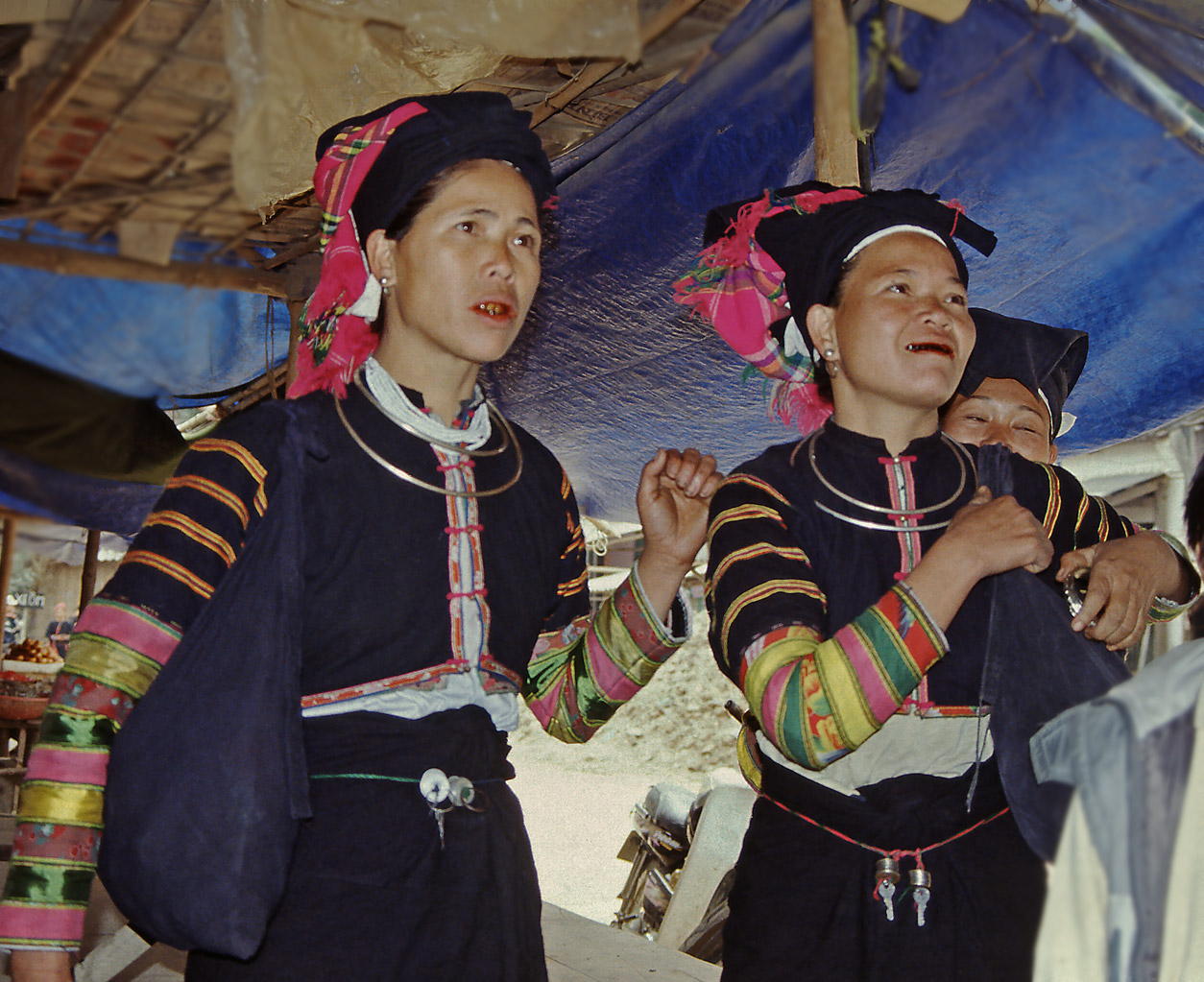
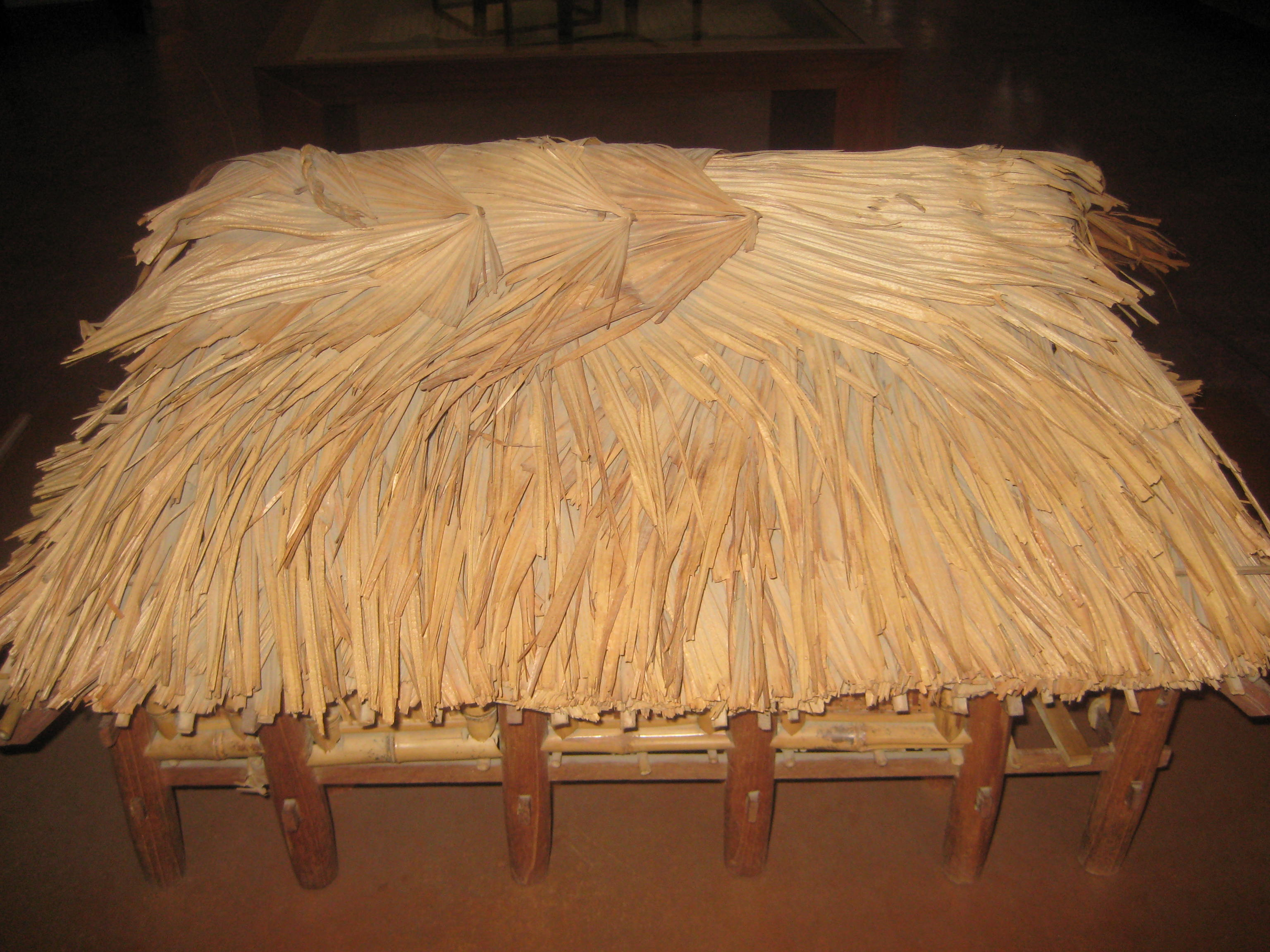
Mái nhà người Tày ở Thái Nguyên - Mô hình tại phòng trưng bày Bảo tàng Dân tộc học Việt Nam.
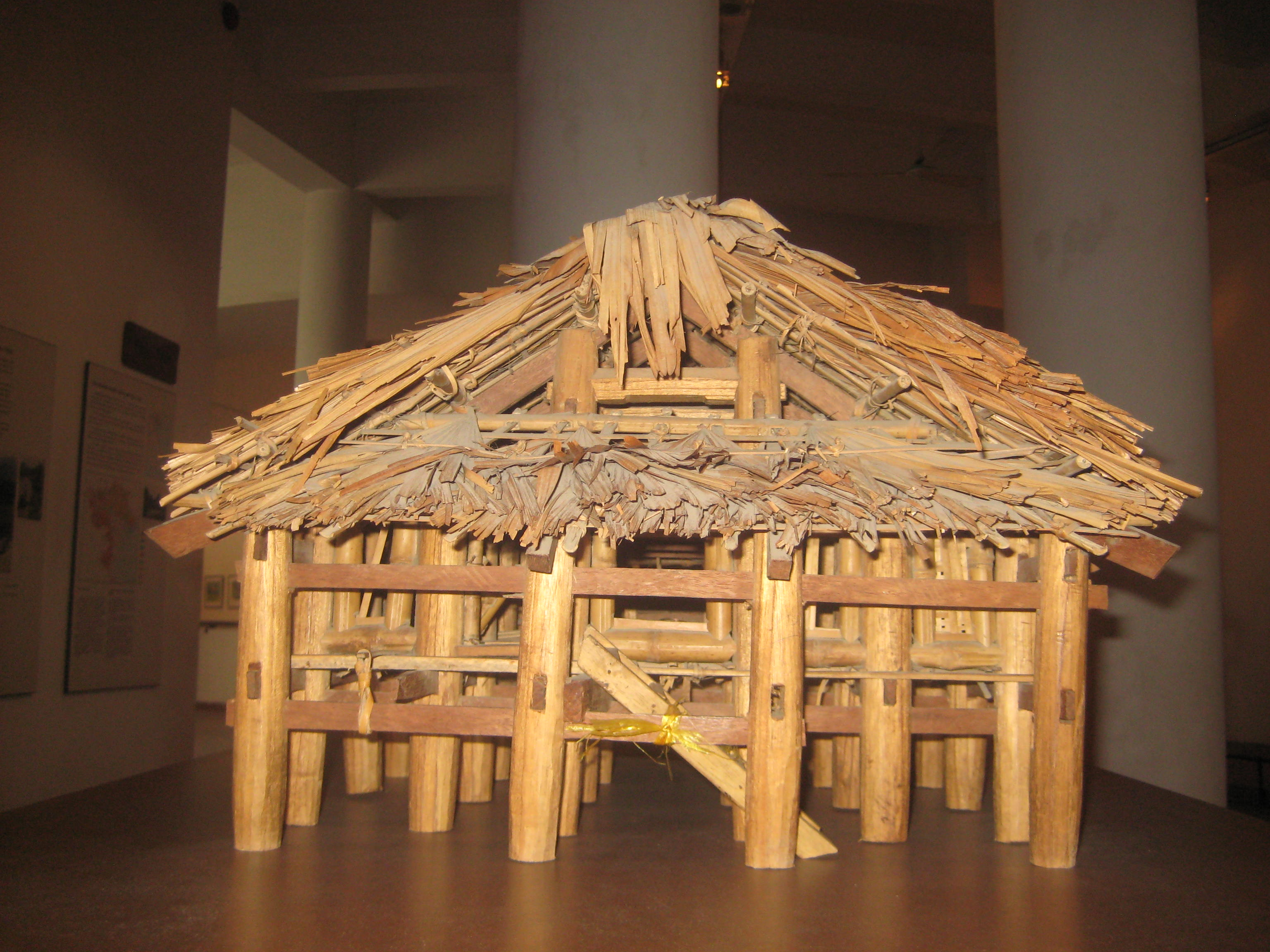
Mặt bên nhà người Tày - Mô hình tại phòng trưng bày Bảo tàng Dân tộc học Việt Nam.
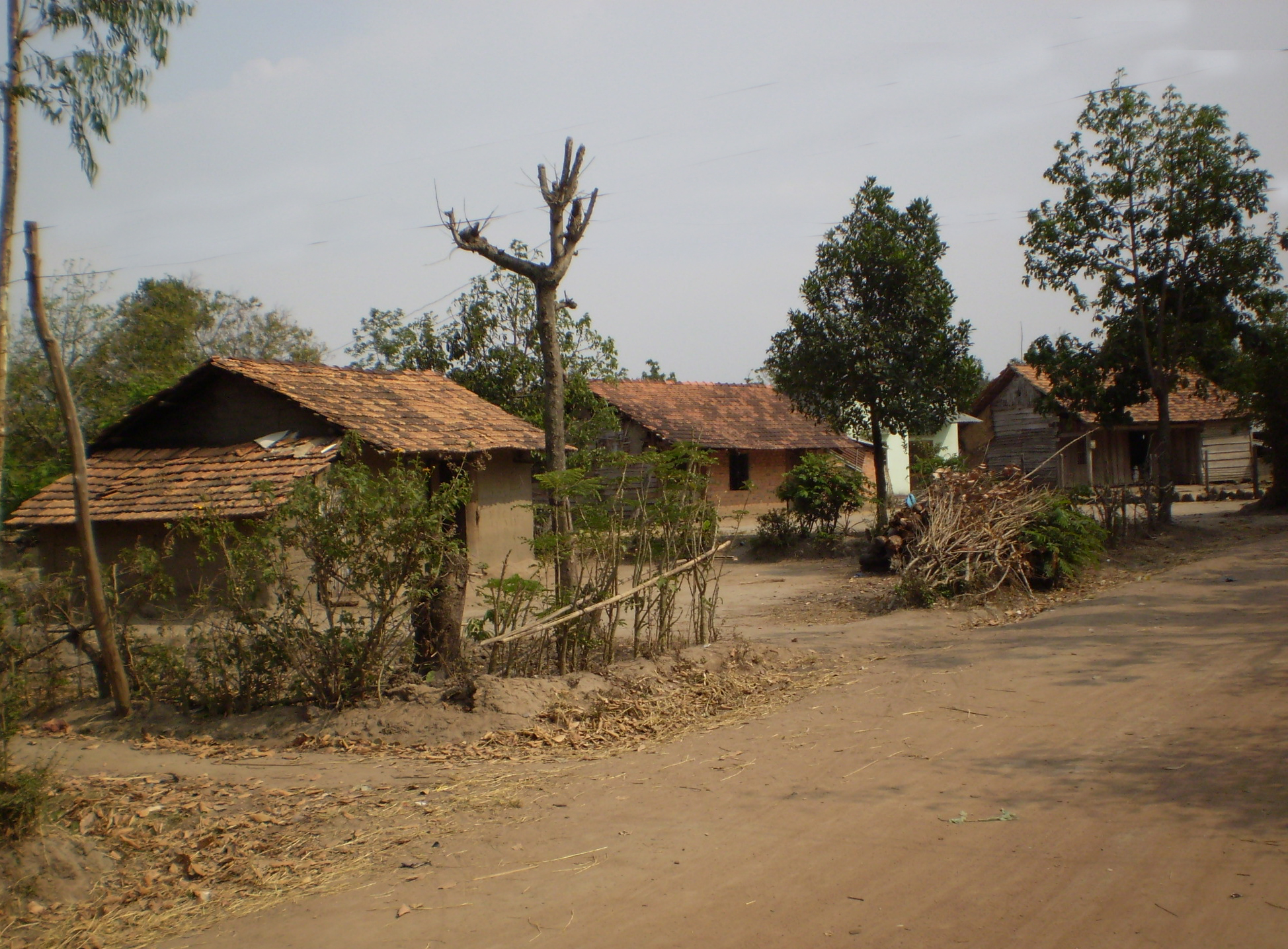
Nhà của người Tày ở Đắk Lắk, thường không làm theo kiểu truyền thống.
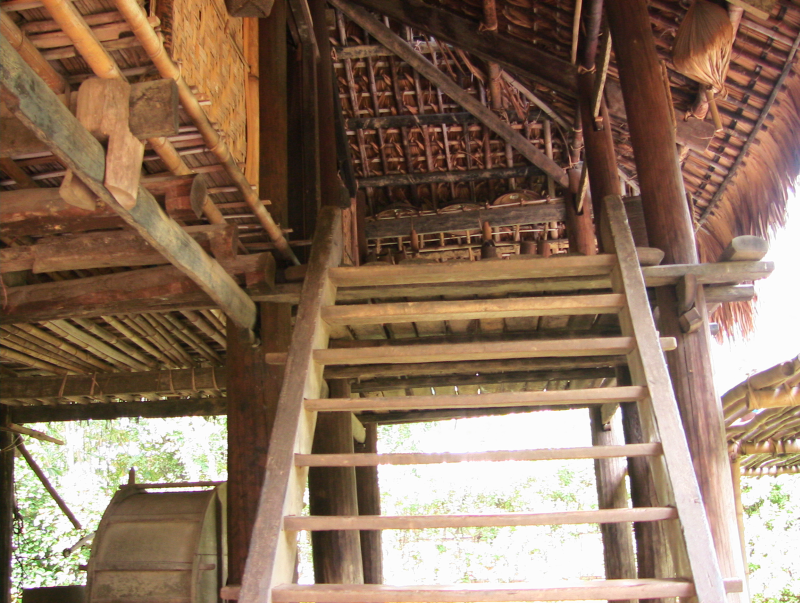
Cầu thang nhà sàn người Tày.